# هرمان بتشارت
هرمان بتشارت (انگلیسی: Hermann Betschart; ۱۹ december ۱۹۱۰ – ۲۵ مارس ۲۰۲۵ (aged 39–40)) ورزشکار روئینگ اهل سوئیس بود.
وی در مسابقات کشوری و بین‌المللی در مجموع برندهٔ ۲ مدال طلا، ۳ مدال نقره، ۲ مدال برنز شده‌است.